# En virkelig Helt
En virkelig Helt er en dansk stumfilm fra 1915, der er instrueret af Lau Lauritzen Sr. efter manuskript af A.V. Olsen.

## Handling
Denne artikel mangler et handlingsreferat. Hjælp os med at skrive det.

## Medvirkende
- Johannes Ring - Konsul Krabbe
- Mathilde Felumb Friis - Konsulens søster
- Johanne Fritz-Petersen - Ada Krabbe, konsulens datter
- Carl Schenstrøm - Magister Bugge, Krabbes ungdomsven
- Svend Melsing - Student Flink